# 9K37 Bouk-M1-2
Pour les articles homonymes, voir Bouk (homonymie) et Buk.
 (janvier 2016).
Si vous disposez d'ouvrages ou d'articles de référence ou si vous connaissez des sites web de qualité traitant du thème abordé ici, merci de compléter l'article en donnant les références utiles à sa vérifiabilité et en les liant à la section « Notes et références ».
Le Bouk (en russe : Бук, hêtre, code OTAN : SA-11 Gadfly ; SA-17 Grizzly ; SA-27 Gollum) est une famille de systèmes antiaériens polyvalents mobiles soviétiques puis russes de moyenne portée entrée en service au début des années 1980 et encore en service en 2024 dans de nombreux pays. Il s'agit d'une évolution de la famille de systèmes antiaériens Koub, dont la première version est la 2K12 Koub est entrée en service en 1967. Elle est destinée à la défense de forces terrestres et de points vitaux (ponts, centre de communication, centrale électrique, etc) dans un environnement d'intenses interférences électromagnétiques et nucléaires. Cette famille se compose d’une large gamme de variantes développées au fil des années avec la dernière version qui est entrée en service en 2016.
Un bataillon Bouk standard se compose d'un véhicule de commandement, d'un véhicule radar d'acquisition de cibles (TAR « targets acquisition radar »), de six véhicules transporteur-érecteur-lanceur et radar (TELAR) et de trois véhicules transporteur-érecteur-lanceur (TEL). Une batterie de missiles Bouk se compose de deux TELAR (quatre missiles chacun) et d'un véhicule TEL, avec six missiles pour un effectif complet de 14 missiles. Un bataillon comprend 3 batteries.

## Développement
Le développement du 9K37 « Bouk » a commencé le 17 janvier 1972 à la demande du Comité central du PCUS. L'équipe de développement comprenait bon nombre des mêmes institutions qui avaient développé le précédent 2K12 « Koub » (nom OTAN « Gainful », SA-6), y compris l'Institut de recherche scientifique de Tikhomirov sur la conception d'instruments (NIIP) (en) en tant que concepteur principal et le bureau d'études Novator, responsable du développement des missiles, Agat (ru) ont été employés pour développer les capacités de guidage radar. En plus du système terrestre, un système naval devait être produit pour la Marine : le 3S90 « Uragan » (en russe : Ураган, Uragan ; ouragan) qui porte également les désignations OTAN SA-N-7 Gadfly.
Le système de missiles Bouk a été conçu pour surpasser le 2K12 Koub dans toutes ses performances, et ses concepteurs, y compris le chef Ardalion Rastov, se sont rendus en Égypte en 1971 pour voir le Koub en opération. Le Koub et le Bouk utilisaient des lanceurs automoteurs développés par Ardalion Rastov (en). À la suite de cette visite, les développeurs sont arrivés à la conclusion que chaque transporteur-érecteur-lanceur (TEL) de Bouk devrait avoir son propre radar de contrôle de tir, plutôt que de dépendre d'un radar central pour l'ensemble du système comme pour le Koub car cela rend les autres véhicules trop vulnérables en cas de destruction du véhicule radar. Le résultat de ce passage du TEL au transporteur-érecteur-lanceur et radar (TELAR) a été un système capable de tirer sur plusieurs cibles dans plusieurs directions en même temps.
En 1974, les développeurs ont déterminé que, bien que le système de missile Bouk soit le successeur du système de missile Koub, les deux systèmes pouvaient partager une certaine interopérabilité. Le résultat de cette décision fut le système 9K37-1 Bouk-1. L'interopérabilité entre TELAR du Bouk et le TEL du Koub a entraîné une augmentation du nombre de canaux de conduite de tir et de missiles disponibles pour chaque système grâce à un partage d'informations entre ces derniers, ainsi qu'une mise en service plus rapide des composants du système Bouk grâce à l'uniformité de certaines pièces détachées. Le Bouk-1 a été mis en service en 1978 après l'achèvement des essais d'État, tandis que le système de missiles Bouk complet a été mis en service en 1980 après des essais d'État menés entre 1977 et 1979.
La version navale du 9K37 « Bouk », le 3S90 « Uragan », a été développée par le bureau d'études Altair sous la direction du concepteur en chef G.N. Volguine. Le 3S90 utilisait le même missile 9M38 que le 9K37, bien que le lanceur et les radars de guidage associés aient été échangés contre des variantes navales. Après que le système 3S90 a été testé, entre 1974 et 1976 sur le destroyer de classe Kachine Provorny, il a été accepté en service en 1983 sur les destroyers de classe Sovremenny.
A peine le 9K37 Bouk fut-il entré en service que le Comité central du PCUS autorisa le développement d'un 9K37 modernisé qui deviendra le 9K37M1 Bouk-M1, mis en service en 1983. La modernisation a amélioré les performances du système radar, sa « probabilité de destruction » et sa résistance aux contremesures électroniques (ECM). De plus, un système de classification des menaces non coopératives a été installé, s'appuyant sur l'analyse des signaux radar renvoyés pour identifier et distinguer clairement les avions civils des cibles militaires potentielles en l'absence d'IFF.
Une autre modification du système de missiles Bouk a été lancée en 1992 avec des travaux menés entre 1994 et 1997 afin de produire le 9K37M1-2 Bouk-M1-2, qui est entré en service en 1998. Cette modification a introduit un nouveau missile, le 9M317, qui offrait de meilleures performances cinétiques par rapport au précédent 9M38, qui peut toujours être utilisé par le Bouk-M1-2. Un tel partage du type de missile a provoqué une transition vers une désignation OTAN différente, 9K317, qui a été utilisée indépendamment pour tous les systèmes ultérieurs. Le nom précédent de la série 9K37 a également été conservé pour le complexe, tout comme le nom Bouk. Le nouveau missile, ainsi qu'une variété d'autres modifications, ont permis au système d'abattre des missiles balistiques et des cibles de surface, ainsi que d'élargir « l'enveloppe de performance et d'engagement » (zone de danger pour une attaque potentielle) pour des cibles plus traditionnelles comme les avions et les hélicoptères. Le 9K37M1-2 Bouk-M1-2 a également reçu un nouveau nom de rapport OTAN le distinguant des générations précédentes du système Bouk ; ce nouveau nom de rapport était le SA-17 Grizzly. La version d'exportation du système 9K37M1-2 s'appelle Ural (en russe : Урал, Ural ; Oural); ce nom a également été appliqué au M2, au moins aux premières versions d'exportation remorquées.
L'introduction du système 9K37M1-2 pour les forces terrestres a également marqué l'introduction d'une nouvelle variante navale : le « Ezh », qui porte le nom OTAN SA-N-7B « Grizzly » (missile 9M317). Elle a été exportée sous le nom de « Shtil » et porte le nom de rapport OTAN SA-N-7C « Gollum » (missile 9M317E), selon la publication Jane’s. Le 9K317 intègre le missile 9M317 pour remplacer le 9M38 utilisé par le système précédent. Un développement ultérieur du système a été dévoilé sous forme de concept lors du salon EURONAVAL 2004, une version à lancement vertical du 9M317, le 9M317ME, qui devrait être exportée sous le nom de « Shtil-1 ». Jane's a également rapporté que dans les forces russes, il porterait le nom de 3S90M (« Smerch ») (russe : « Смерч », traduction anglaise : « tornade ») (à ne pas confondre avec les lance-roquettes multiples BM-30 Smertch).
La modernisation du Bouk-M1-2 a été basée sur un précédent développement de système plus avancé appelé 9K317 Bouk-M2. Il comprenait de nouveaux missiles et un nouveau radar de contrôle de tir à réseau phasé de troisième génération permettant de cibler jusqu'à quatre cibles simultanément tout en en suivant 24 supplémentaires. Un nouveau système avec un radar de contrôle de tir sur une flèche extensible de 24 m aurait permis un ciblage plus précis des avions à basse altitude. Cette génération de systèmes de missiles Bouk a été bloquée en raison des mauvaises conditions économiques après la chute de l'Union soviétique. Le système a été présenté sous forme d'exposition statique au salon aéronautique MAKS 2007.
En 2007 les travaux pour le développement du Bouk-M3 reprennent après une longue pause à la suite de la chute de l’Union Soviétique. Le développement est confié aux Instituts de recherche en génie des instruments V.V et Tikhomirov (filiale d’Almaz-Antey) réalisé sous la direction du concepteur en chef E.A.Pigin. En octobre 2007, le général russe Nikolai Frolov, commandant de la défense aérienne des forces terrestres russes, a déclaré que l'armée recevrait le tout nouveau Bouk-M3 pour remplacer le Bouk-M1. Il a stipulé que le M3 comporterait des composants électroniques avancés et entrerait en service en 2009. Le Bouk-M3 TELAR amélioré aura un châssis à chenilles à sept rouleaux et 6 missiles dans des tubes de lancement. Le développement a mis plus de temps que prévu et le système est entré en service en 2016.

## Description

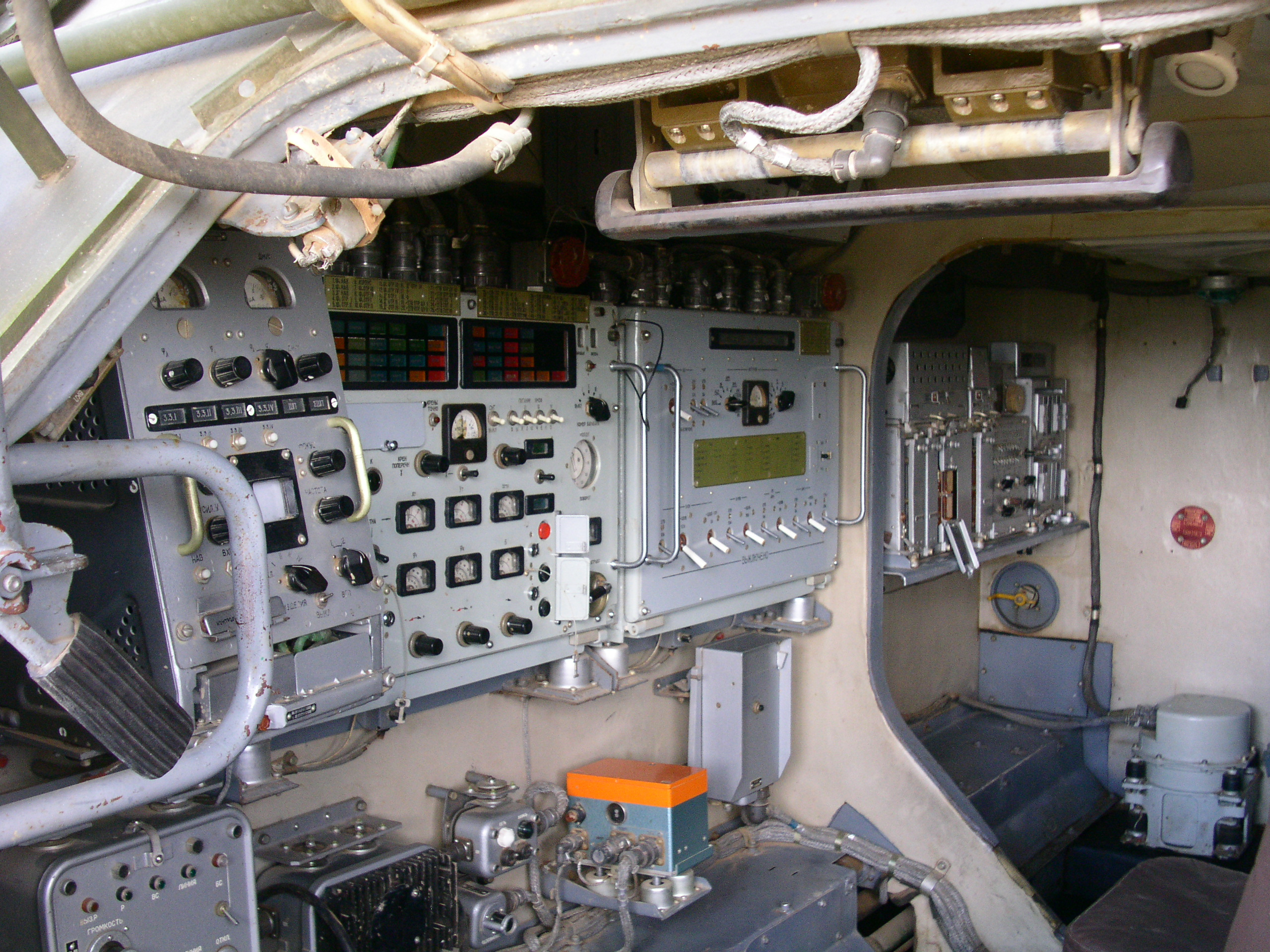

Un bataillon de Bouk standard se compose d'un véhicule de commandement, d'un véhicule radar d'acquisition de cible (TAR), de six véhicules transporteur-érecteur-lanceur et radar (TELAR) et de trois véhicules transporteur-érecteur-lanceur (TEL). Une batterie de missiles Bouk se compose de deux véhicules TELAR et d'un véhicule TEL soit 3 batteries par bataillon.
Le Buk-M1-2 TELAR utilise le châssis GM-569 conçu et produit par Usine de construction de machines de Mytishchi (en). La superstructure du TELAR est une tourelle contenant le radar de conduite de tir à l'avant et un lanceur surmonté de quatre missiles prêts à tirer à l’arrière de la tourelle. Chaque TELAR est exploité par un équipage de quatre personnes et est équipé d'une protection NRBC. Il peut guider jusqu'à trois missiles vers une même cible. Alors que le premier Bouk disposait d'un système de suivi radar diurne 9Sh38 (similaire à celui utilisé sur les systèmes de missiles Koub, Tor et Osa), sa conception actuelle peut être équipée d'un système de suivi optique combiné avec une caméra thermique et un télémètre laser pour le suivi passif des missiles vers la cible. Le système 9K37 peut également utiliser le même radar à ondes continues en bande G/H 1S91 Straight Flush de 25 kW que le système 3M9 Koub.

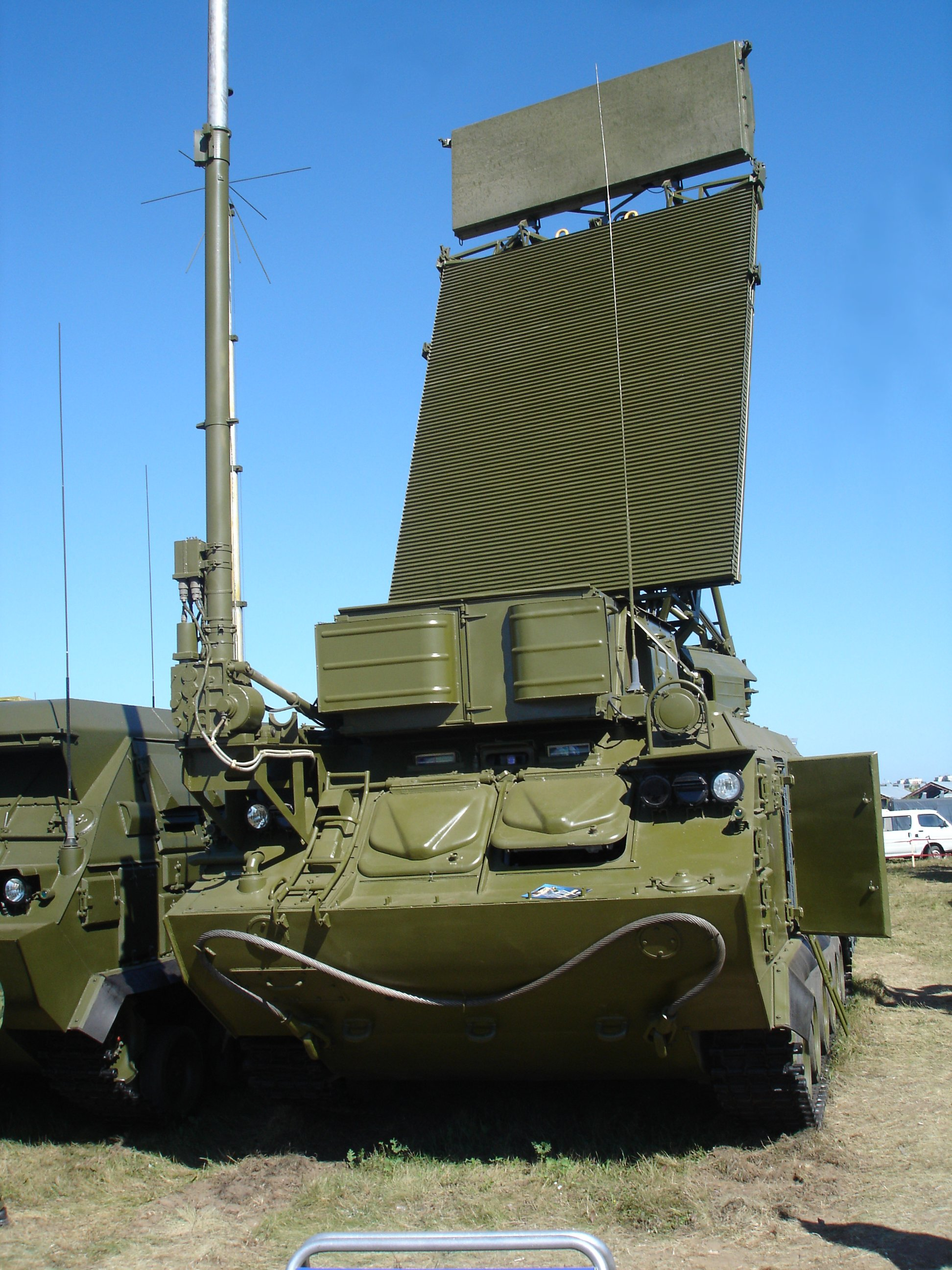
Radar 9S18M1

Le radar 9S35 du TELAR Bouk original utilise un balayage mécanique d'un réflecteur d'antenne parabolique, là où la conception du TELAR du Buk-M2 utilisait une antenne à balayage électronique passive, pour le suivi et le guidage des missiles. 
Le 9K37 utilise le radar d'acquisition de cible 9S18 « Tube Arm » ou 9S18M1 (qui porte le nom de rapport OTAN « Snow Drift ») en combinaison avec le 9S35 ou le radar de suivi et d’engagement 9S35M1 « Fire Dome » en bande H/I qui est monté sur chaque TELAR. Le radar d'acquisition de cibles Snow Drift a une portée de détection maximale de 85 km et peut détecter un avion volant à basse altitude à une hauteur de 100 m jusqu’à une distance de 35 km et des cibles volantes encore plus basses à des distances d'environ 10 à 20 km.
Le véhicule de rechargement pour le système Bouk ressemble au TELAR, mais au lieu d'un radar, ils disposent d'une grue pour le chargement des missiles. Ils sont capables de lancer des missiles directement mais nécessitent la coopération d'un TELAR équipé d'un Fire Dome pour le guidage des missiles. Un véhicule de rechargement peut transférer ses missiles vers un TELAR en 13 minutes environ et se recharger depuis ses magasins en 15 minutes environ.

En outre, le Buk-M2 comportait un nouveau véhicule comme TELAR mais avec un radar au sommet d'un élévateur télescopique et sans missile, appelé radar d'acquisition de cible (TAR) 9S36. Ce véhicule pourrait être utilisé avec deux TEL 9A316 pour attaquer jusqu'à quatre cibles, en guidant des missiles dans des régions boisées ou vallonnées.
Le simulateur mobile SAM Buk-M2E a été présenté au salon MAKS-2013. Le simulateur automoteur JMA 9A317ET "Bouk-M2E", est conçu pour former et évaluer les équipages de combat dans un environnement de guerre afin de détecter, capturer, verrouiller (maintenir le verrouillage) et atteindre des cibles. Un système d'information informatique enregistre entièrement toutes les actions de l'équipage dans une boîte noire pour permettre une évaluation objective de la cohérence des actions et des résultats de l'équipage.
Tous les véhicules du système de missiles Bouk-M1 (Bouk-M1-2) utilisent un ordinateur Argon-15A, tout comme le radar Zaslon (le premier ordinateur numérique aéroporté de fabrication soviétique, conçu en 1972 par l'Institut soviétique de recherche en génie informatique (NICEVT, actuellement NII Argon)). Les véhicules du système de missiles Bouk-M2 (Bouk-M2E) utilisent une version légèrement améliorée l'Argon-A15K. Ce processeur est également utilisé dans d’autres systèmes militaires tels que la défense anti-sous-marine Korshun et Sova, les radars aéroportés pour MiG-31 et MiG-33, les systèmes de missiles tactiques mobiles Tochka, Oka et Volga,.

### Fonctionnement
Le système Bouk est constitué de quatre composants principaux – des radars d’acquisition et de ciblage, un véhicule de commandement, des lanceurs de missiles et un véhicule logistique – sont montés sur des châssis GM à chenilles. Cela permet au système de se déplacer avec d'autres forces militaires et de changer de position pour en faire une cible plus difficile à trouver qu'un système SAM fixe.

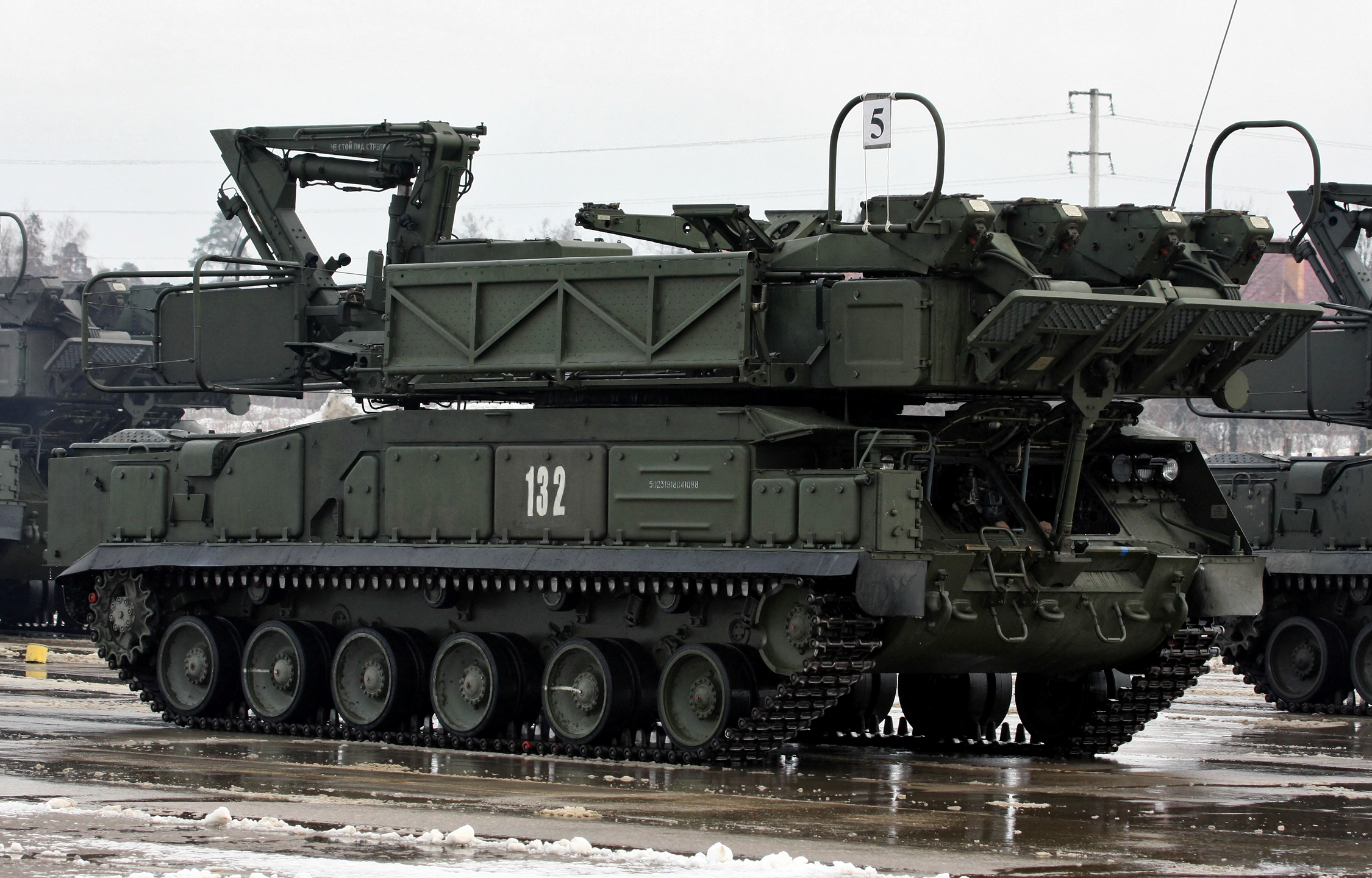
Véhicule de rechargement

Le radar d'acquisition (plusieurs variantes avec des capacités différentes) permet au système d'identifier, de suivre et de cibler des cibles sélectionnées. Le véhicule de commandement est destiné à distinguer les avions militaires « amis » des ennemis (IFF), à prioriser plusieurs cibles et à transmettre les informations de ciblage radar aux lanceurs de missiles et à coordonner les différents véhicules de la batterie.
Le véhicule lanceur de missiles peut transporter une variété de missiles et peut engager plusieurs cibles simultanément. Le véhicule logistique transporte des missiles supplémentaires (rechargement) et fournit d'autres fournitures et pièces pour le système et les opérateurs.
En général, le système identifie des cibles potentielles (radar), sélectionne une cible particulière (commande), tire un missile (lanceur) sur la cible et réapprovisionne le système (logistique). Les missiles nécessitent un verrouillage radar pour diriger initialement le missile vers la cible jusqu'à ce que le système radar embarqué du missile prenne le relais pour fournir les corrections de trajectoire finales. Un fusible de proximité à bord du missile détermine le moment où il explosera, créant un schéma de fragmentation élargi des composants du missile et de l'ogive pour intercepter et détruire la cible sans avoir à la toucher directement. Un fusible de proximité améliore la « probabilité de destruction » compte tenu des taux de fermeture du missile et de la cible, qui peuvent être supérieurs à 3 000 km/h (ou plus de 900 m/s). Alternativement, le véhicule de commandement peut être capable de faire exploser le missile à distance, ou le fusible de contact intégré fera exploser l'ogive. Le radar le plus performant, en supposant qu'il ait une ligne de mire (pas d'obstacles entre le radar et la cible), peut suivre des cibles (selon leur taille) aussi bas que 3 000 m (98 pieds) et jusqu'à 140 km . Le missile le plus performant peut atteindre des cibles jusqu'à 50 km et à plus de 24 000 m (79 000 pieds) d'altitude.

### Intégration au système multi couches
Le poste de commandement de base du système Bouk est constitué des véhicules 9С510 (9K317 Bouk-M2), 9S470M1-2 (9K37M1-2 Bouk-M1-2) et 9S470 (Bouk-M1), organisant le système Bouk en batterie. Il est capable d'établir des liens avec divers postes de commandement de niveau supérieur.
En option, le système de missiles Bouk peut être contrôlé par un système de poste de commandement de niveau brigade 9S52 Polyana-D4, le reliant au système longue portée S-300 dans une brigade de défense aérienne,.
Il peut également être contrôlé par un système de poste de commandement de niveau régiment 73N6ME "Baikal-1ME" avec 1 à 4 unités de PPRU-M1 (véhicule de commandement niveau batteries), en l'intégrant au 2K22 Toungouska (SA-19 "Grison). On compte 6 à 24 unités au total dans une brigade de défense aérienne, à l'époque soviétique une brigade pouvait comprendre les systèmes S-300; S-125; S-75.
Grâce à l'utilisation du centre de commandement mobile Ranjir ou Ranjir-M (désignations GRAU 9S737, 9S737М), le système de missiles Bouk permet la création de groupes mixtes de forces de défense aérienne, notamment avec les systèmes Tor, Toungouska, Strela-10 Igla au niveau batterie.
Le véhicule de commandement Senezh est un autre poste de commande optionnel niveau régiment qui est utilisé pour mixer tous les systèmes russe disponibles. En plus de mélanger leurs potentiels, chacun des systèmes de défense aérienne avec l'aide du Senezh, peut se lier à un autre système de défense aérienne (missile/radar/informations de ciblage). Pour la pleine réalisation de toutes ses fonctions, le système de contrôle Senezh nécessite divers autres systèmes de surveillance pour la défense aérienne et l'armée de l'air. Ce véhicule de commandement peut même se relier aux AWACS A-50. S'il n'est relié à aucun autres systèmes de détection le Senezh fonctionnera comme un centre de commandement classique.

## Versions
|  |  |  |  |  |  | Kub            | Kub            | Kub            | Kub            | Kub            | Kub            | Kvadrat    | Kvadrat    | Kvadrat            | Kvadrat            | Kvadrat            | Kvadrat            |                    |                    |           |           |                |                |                |                |                |                |          |          |  |  |  |  |        |        |        |        |        |        |         |         |         |         |         |         |  |  |  |  |  |  |  |  |  |  |  |  |  |  |  |  |  |  |  |  |  |  |  |  |  |  |  |  |  |  |  |  |  |  |  |  |  |  |
|  |  |  |  |  |  | Kub            | Kub            | Kub            | Kub            | Kub            | Kub            | Kvadrat    | Kvadrat    | Kvadrat            | Kvadrat            | Kvadrat            | Kvadrat            |                    |                    |           |           |                |                |                |                |                |                |          |          |  |  |  |  |        |        |        |        |        |        |         |         |         |         |         |         |  |  |  |  |  |  |  |  |  |  |  |  |  |  |  |  |  |  |  |  |  |  |  |  |  |  |  |  |  |  |  |  |  |  |  |  |  |  |
|  |  |  |  |  |  |                |                |                |                |                |                |            |            |                    |                    |                    |                    |                    |                    |           |           |                |                |                |                |                |                |          |          |  |  |  |  |        |        |        |        |        |        |         |         |         |         |         |         |  |  |  |  |  |  |  |  |  |  |  |  |  |  |  |  |  |  |  |  |  |  |  |  |  |  |  |  |  |  |  |  |  |  |  |  |  |  |
|  |  |  |  |  |  | Kub-M1         | Kub-M1         | Kub-M1         | Kub-M1         | Kub-M1         | Kub-M1         |            |            | Kub-M              | Kub-M              | Kub-M              | Kub-M              | Kub-M              | Kub-M              |           |           |                |                |                |                |                |                |          |          |  |  |  |  |        |        |        |        |        |        |         |         |         |         |         |         |  |  |  |  |  |  |  |  |  |  |  |  |  |  |  |  |  |  |  |  |  |  |  |  |  |  |  |  |  |  |  |  |  |  |  |  |  |  |
|  |  |  |  |  |  | Kub-M1         | Kub-M1         | Kub-M1         | Kub-M1         | Kub-M1         | Kub-M1         |            |            | Kub-M              | Kub-M              | Kub-M              | Kub-M              | Kub-M              | Kub-M              |           |           |                |                |                |                |                |                |          |          |  |  |  |  |        |        |        |        |        |        |         |         |         |         |         |         |  |  |  |  |  |  |  |  |  |  |  |  |  |  |  |  |  |  |  |  |  |  |  |  |  |  |  |  |  |  |  |  |  |  |  |  |  |  |
|  |  |  |  |  |  |                |                |                |                |                |                |            |            |                    |                    |                    |                    |                    |                    |           |           |                |                |                |                |                |                |          |          |  |  |  |  |        |        |        |        |        |        |         |         |         |         |         |         |  |  |  |  |  |  |  |  |  |  |  |  |  |  |  |  |  |  |  |  |  |  |  |  |  |  |  |  |  |  |  |  |  |  |  |  |  |  |
|  |  |  |  |  |  | Kub-M3         |                |                |                |                |                |            |            |                    |                    |                    |                    |                    |                    |           |           |                |                |                |                |                |                |          |          |  |  |  |  |        |        |        |        |        |        |         |         |         |         |         |         |  |  |  |  |  |  |  |  |  |  |  |  |  |  |  |  |  |  |  |  |  |  |  |  |  |  |  |  |  |  |  |  |  |  |  |  |  |  |
|  |  |  |  |  |  |                |                |                |                |                |                |            |            |                    |                    |                    |                    |                    |                    |           |           |                |                |                |                |                |                |          |          |  |  |  |  |        |        |        |        |        |        |         |         |         |         |         |         |  |  |  |  |  |  |  |  |  |  |  |  |  |  |  |  |  |  |  |  |  |  |  |  |  |  |  |  |  |  |  |  |  |  |  |  |  |  |
|  |  |  |  |  |  | Buk            | Buk            | Buk            | Buk            | Buk            | Buk            |            |            |                    |                    |                    |                    |                    |                    |           |           |                |                |                |                |                |                |          |          |  |  |  |  | Uragan | Uragan | Uragan | Uragan | Uragan | Uragan | Shtil   | Shtil   | Shtil   | Shtil   | Shtil   | Shtil   |  |  |  |  |  |  |  |  |  |  |  |  |  |  |  |  |  |  |  |  |  |  |  |  |  |  |  |  |  |  |  |  |  |  |  |  |  |  |
|  |  |  |  |  |  | Buk            | Buk            | Buk            | Buk            | Buk            | Buk            |            |            |                    |                    |                    |                    |                    |                    |           |           |                |                |                |                |                |                |          |          |  |  |  |  | Uragan | Uragan | Uragan | Uragan | Uragan | Uragan | Shtil   | Shtil   | Shtil   | Shtil   | Shtil   | Shtil   |  |  |  |  |  |  |  |  |  |  |  |  |  |  |  |  |  |  |  |  |  |  |  |  |  |  |  |  |  |  |  |  |  |  |  |  |  |  |
|  |  |  |  |  |  |                |                |                |                |                |                |            |            |                    |                    |                    |                    |                    |                    |           |           |                |                |                |                |                |                |          |          |  |  |  |  |        |        |        |        |        |        |         |         |         |         |         |         |  |  |  |  |  |  |  |  |  |  |  |  |  |  |  |  |  |  |  |  |  |  |  |  |  |  |  |  |  |  |  |  |  |  |  |  |  |  |
|  |  |  |  |  |  | Buk-M1         | Buk-M1         | Buk-M1         | Buk-M1         | Buk-M1         | Buk-M1         |            |            | Buk-1 (Kub-M4)     | Buk-1 (Kub-M4)     | Buk-1 (Kub-M4)     | Buk-1 (Kub-M4)     | Buk-1 (Kub-M4)     | Buk-1 (Kub-M4)     |           |           |                |                |                |                |                |                |          |          |  |  |  |  |        |        |        |        |        |        |         |         |         |         |         |         |  |  |  |  |  |  |  |  |  |  |  |  |  |  |  |  |  |  |  |  |  |  |  |  |  |  |  |  |  |  |  |  |  |  |  |  |  |  |
|  |  |  |  |  |  | Buk-M1         | Buk-M1         | Buk-M1         | Buk-M1         | Buk-M1         | Buk-M1         |            |            | Buk-1 (Kub-M4)     | Buk-1 (Kub-M4)     | Buk-1 (Kub-M4)     | Buk-1 (Kub-M4)     | Buk-1 (Kub-M4)     | Buk-1 (Kub-M4)     |           |           |                |                |                |                |                |                |          |          |  |  |  |  |        |        |        |        |        |        |         |         |         |         |         |         |  |  |  |  |  |  |  |  |  |  |  |  |  |  |  |  |  |  |  |  |  |  |  |  |  |  |  |  |  |  |  |  |  |  |  |  |  |  |
|  |  |  |  |  |  |                |                |                |                |                |                |            |            |                    |                    |                    |                    |                    |                    |           |           |                |                |                |                |                |                |          |          |  |  |  |  |        |        |        |        |        |        |         |         |         |         |         |         |  |  |  |  |  |  |  |  |  |  |  |  |  |  |  |  |  |  |  |  |  |  |  |  |  |  |  |  |  |  |  |  |  |  |  |  |  |  |
|  |  |  |  |  |  | Buk-M1-2       | Buk-M1-2       | Buk-M1-2       | Buk-M1-2       | Buk-M1-2       | Buk-M1-2       | Gang Gange | Gang Gange | Gang Gange         | Gang Gange         | Gang Gange         | Gang Gange         |                    |                    | Buk-M1-2A | Buk-M1-2A | Buk-M1-2A      | Buk-M1-2A      | Buk-M1-2A      | Buk-M1-2A      |                |                |          |          |  |  |  |  |        |        |        |        |        |        |         |         |         |         |         |         |  |  |  |  |  |  |  |  |  |  |  |  |  |  |  |  |  |  |  |  |  |  |  |  |  |  |  |  |  |  |  |  |  |  |  |  |  |  |
|  |  |  |  |  |  | Buk-M1-2       | Buk-M1-2       | Buk-M1-2       | Buk-M1-2       | Buk-M1-2       | Buk-M1-2       | Gang Gange | Gang Gange | Gang Gange         | Gang Gange         | Gang Gange         | Gang Gange         |                    |                    | Buk-M1-2A | Buk-M1-2A | Buk-M1-2A      | Buk-M1-2A      | Buk-M1-2A      | Buk-M1-2A      |                |                |          |          |  |  |  |  |        |        |        |        |        |        |         |         |         |         |         |         |  |  |  |  |  |  |  |  |  |  |  |  |  |  |  |  |  |  |  |  |  |  |  |  |  |  |  |  |  |  |  |  |  |  |  |  |  |  |
|  |  |  |  |  |  |                |                |                |                |                |                |            |            |                    |                    |                    |                    |                    |                    |           |           |                |                |                |                |                |                |          |          |  |  |  |  |        |        |        |        |        |        |         |         |         |         |         |         |  |  |  |  |  |  |  |  |  |  |  |  |  |  |  |  |  |  |  |  |  |  |  |  |  |  |  |  |  |  |  |  |  |  |  |  |  |  |
|  |  |  |  |  |  |                |                |                |                |                |                |            |            |                    |                    |                    |                    |                    |                    |           |           |                |                |                |                |                |                |          |          |  |  |  |  |        |        |        |        |        |        |         |         |         |         |         |         |  |  |  |  |  |  |  |  |  |  |  |  |  |  |  |  |  |  |  |  |  |  |  |  |  |  |  |  |  |  |  |  |  |  |  |  |  |  |
|  |  |  |  |  |  | Buk-M2         | Buk-M2         | Buk-M2         | Buk-M2         | Buk-M2         | Buk-M2         | Ural       | Ural       | Ural               | Ural               | Ural               | Ural               | Buk-M2E            | Buk-M2E            | Buk-M2E   | Buk-M2E   | Buk-M2E        | Buk-M2E        | Buk-M2EK       | Buk-M2EK       | Buk-M2EK       | Buk-M2EK       | Buk-M2EK | Buk-M2EK |  |  |  |  | Ezh    | Ezh    | Ezh    | Ezh    | Ezh    | Ezh    | Shtil   | Shtil   | Shtil   | Shtil   | Shtil   | Shtil   |  |  |  |  |  |  |  |  |  |  |  |  |  |  |  |  |  |  |  |  |  |  |  |  |  |  |  |  |  |  |  |  |  |  |  |  |  |  |
|  |  |  |  |  |  | Buk-M2         | Buk-M2         | Buk-M2         | Buk-M2         | Buk-M2         | Buk-M2         | Ural       | Ural       | Ural               | Ural               | Ural               | Ural               | Buk-M2E            | Buk-M2E            | Buk-M2E   | Buk-M2E   | Buk-M2E        | Buk-M2E        | Buk-M2EK       | Buk-M2EK       | Buk-M2EK       | Buk-M2EK       | Buk-M2EK | Buk-M2EK |  |  |  |  | Ezh    | Ezh    | Ezh    | Ezh    | Ezh    | Ezh    | Shtil   | Shtil   | Shtil   | Shtil   | Shtil   | Shtil   |  |  |  |  |  |  |  |  |  |  |  |  |  |  |  |  |  |  |  |  |  |  |  |  |  |  |  |  |  |  |  |  |  |  |  |  |  |  |
|  |  |  |  |  |  | Buk-M3         | Buk-M3         | Buk-M3         | Buk-M3         | Buk-M3         | Buk-M3         |            |            |                    |                    |                    |                    |                    |                    |           |           |                |                |                |                |                |                |          |          |  |  |  |  | Smerch | Smerch | Smerch | Smerch | Smerch | Smerch | Shtil-1 | Shtil-1 | Shtil-1 | Shtil-1 | Shtil-1 | Shtil-1 |  |  |  |  |  |  |  |  |  |  |  |  |  |  |  |  |  |  |  |  |  |  |  |  |  |  |  |  |  |  |  |  |  |  |  |  |  |  |
|  |  |  |  |  |  | Buk-M3         | Buk-M3         | Buk-M3         | Buk-M3         | Buk-M3         | Buk-M3         |            |            |                    |                    |                    |                    |                    |                    |           |           |                |                |                |                |                |                |          |          |  |  |  |  | Smerch | Smerch | Smerch | Smerch | Smerch | Smerch | Shtil-1 | Shtil-1 | Shtil-1 | Shtil-1 | Shtil-1 | Shtil-1 |  |  |  |  |  |  |  |  |  |  |  |  |  |  |  |  |  |  |  |  |  |  |  |  |  |  |  |  |  |  |  |  |  |  |  |  |  |  |
|  |  |  |  |  |  |                |                |                |                |                |                |            |            |                    |                    |                    |                    |                    |                    |           |           |                |                |                |                |                |                |          |          |  |  |  |  |        |        |        |        |        |        |         |         |         |         |         |         |  |  |  |  |  |  |  |  |  |  |  |  |  |  |  |  |  |  |  |  |  |  |  |  |  |  |  |  |  |  |  |  |  |  |  |  |  |  |
|  |  |  |  |  |  | Version export | Version export | Version export | Version export | Version export | Version export |            |            | Version domestique | Version domestique | Version domestique | Version domestique | Version domestique | Version domestique |           |           | version navale | version navale | version navale | version navale | version navale | version navale |          |          |  |  |  |  |        |        |        |        |        |        |         |         |         |         |         |         |  |  |  |  |  |  |  |  |  |  |  |  |  |  |  |  |  |  |  |  |  |  |  |  |  |  |  |  |  |  |  |  |  |  |  |  |  |  |

### Versions terrestres

#### Bouk-1
Toute première version du Bouk, elle est également appelée Koub-M4, pour cette version juste le TELAR et le missile avait été développé, il servait principalement à renforcer les capacités des Koub. Il est entré en service en 1978.

#### Bouk
Version complète du système Bouk avec l'ajout du véhicule de commandement, du radar d'acquisition et du véhicule logistique. Il est entré en service en 1980, cependant il n'était pas très efficace contre les missiles et les cibles à basse altitude.

#### Bouk-M1
Une version améliorée du Bouk. Il peut engager des missiles de croisière, il a également amélioré la résistance aux contremesures électroniques et aux missiles antiradiations. Un tout nouveau radar d'engagement 9S18M1 Kupol M1 / Snow Drift a été installé ainsi qu'un système de ciblage électro-optique. Ce radar permet une détection de cibles volant à haute altitude jusqu'à 85 km, 35 km pour la moyenne et basse altitude et 23 km pour les cibles volant au ras du sol. Le missile 9M38M1 amélioré a été introduit pour ce système. Il est entré en service dans l'armée soviétique en 1983-1984 et a commencé à être exporté à cette époque.

#### Bouk-M1-2 - SA-17
La première version développée par la Russie après la chute de l'Union soviétique, les travaux ont commencé en 1994 et se sont achevés en 1997. L'idée est de grandement augmenter le spectre de missions possibles en ayant la capacité de détruire presque tous les types de cibles aériennes (hélicoptères à basse altitude, missiles balistique, de croisière, antiradiations...). Cette variante a introduit une conception de missile fondamentalement nouvelle, le 9M317 conçu par DNPP qui est capable d'atteindre une cible à 45 km. Il utilise un radar semi-actif repensé utilisant un canal de liaison de données de guidage à mi-parcours P-nav, un système de navigation inertielle, un fusible de proximité et de contact plus performant et une ogive à effets combinés plus meurtrière. Il est exporté sous le nom "Gang Gange".

#### Bouk-M2

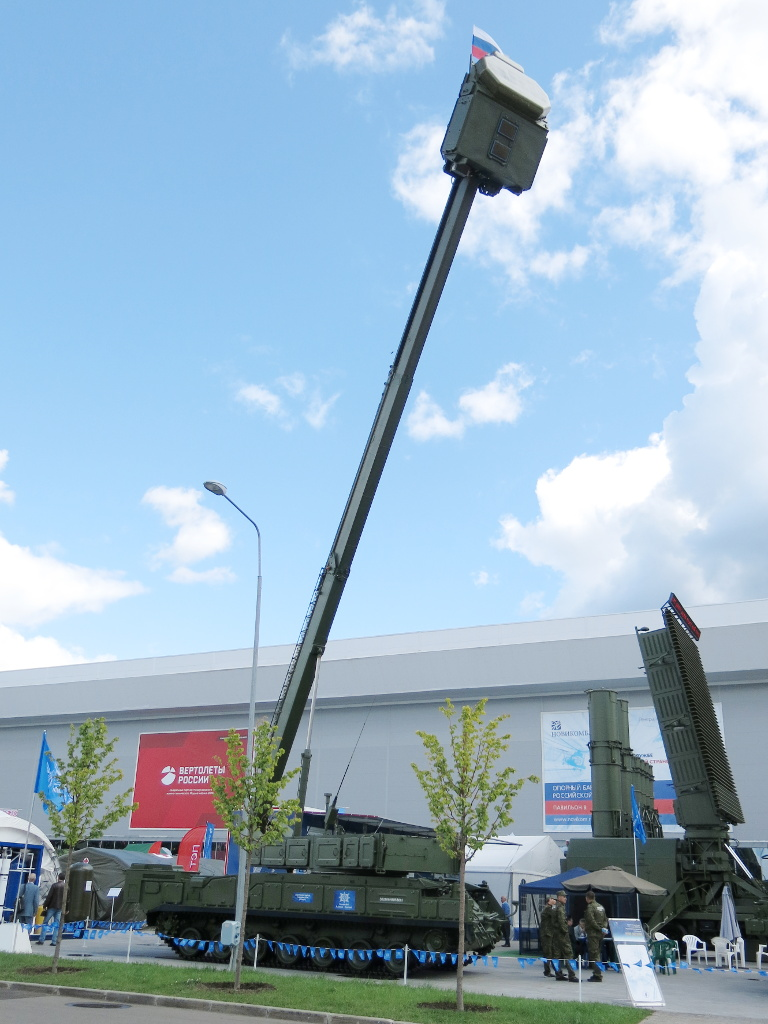
Radar sur mat 9S36-1

Le Bouk-M2 intègre un nouveau TELAR 9A317 et est équipé d'un radar muni d'une antenne à balayage électronique passive 9S36, cela permet au Bouk d'engager simultanément quatre cibles avec un seul TELAR et d'améliorer sa résistance aux contremesures électroniques. Cette amélioration intègre également un nouveau véhicule de rechargement capable de transporter 8 missiles, un TELAR plus basique, le 9A318, est également fourni. Le radar d'acquisition de base de la série 9S18M est remplacé par le 9S117 Kupol M2E.
La plus grosse amélioration est l'ajout du radar automoteur d'acquisition et d'engagement à basse altitude 9S36-1 monté sur mât, conçu pour fournir une couverture étendue à basse altitude et en surface, dans les applications de défense aérienne mais également de défense côtière. Cette conception utilise un mât télescopique de 21 mètres sur lequel est monté le radar 9S36. Chaque radar d'engagement 9S36-1 monté sur mât contrôle une paire de TEL 9A316. La station radar est équipée d'une antenne multiélément et d'un scanner électronique, le radar 9S36 offre une vaste couverture s'étendant jusqu'à 120 km et peut détecter simultanément jusqu'à 24 cibles,. Cette version est entrée en service dans l'armée russe à partir de 2008 mais en petite quantité initialement à la suite de problèmes de budget.

#### Bouk-M2E
Une variante modernisée a été produite sous la dénomination Bouk-M2E qui voit sa portée augmentée. Il est ainsi capable de détruire une cible aérodynamique à 45 km et un missile balistique à 20 km. Le missile utilisé reste le 9M317. Il entre en service en 2010. Le système est proposé avec un châssis à roues Biélorusse MZKT-6922.

#### Bouk-M3

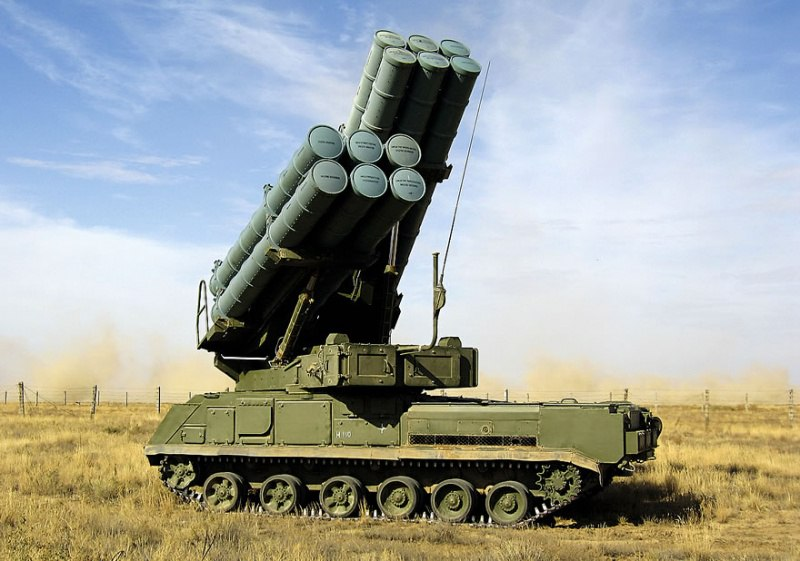
Bouk-M3

Le Bouk-M3 est la version la plus récente du système Bouk, elle a commencé à entrer en service dans l'armée russe à partir de 2016. L'amélioration principale a été faite au niveau du missile avec le développement du 9M317M qui est beaucoup plus performant que son prédécesseur le 9M317. Sa portée de tir est maintenant de 75 km avec un plafond de vol à 35 km. La masse  totale du véhicule a également été réduite d'une centaine de kilos, les missiles sont aussi plus légers et plus compacts. Les missiles sont désormais stockés dans des conteneurs cylindriques similaires à ceux que l'on peut observer sur les systèmes S-300/S-400. Grâce à la réduction de la masse du missile le nombre de missiles par TEL passe de 4 à 6, le véhicule de rechargement peut lui emporter jusqu'à 24 missiles. Une caméra thermique a été installée pour la traque éléctro-optique, cela peut permettre un cas d'utilisation de la postcombustion de détecter un avion furtif.
L' amélioration suivante consistait à équiper les lanceurs de leur propre radar d'éclairage, capable de visualiser l'espace aérien dans un secteur étroit. Alors que la batterie Koub était construite autour de l'installation automotrice de reconnaissance et de guidage 1S91 avec deux radars, dans le cas du 3K37 Bouk, elle comprenait une paire de véhicules de tir, un avec ses propres radars et un lanceur sans radar mais qui contient deux nacelles de 6 missiles chacun soit 12 missiles prêts à tirer par véhicule. Avec la réduction du nombre de véhicules de cinq à trois, la batterie pouvait désormais tirer simultanément non pas sur une, mais sur deux cibles, tout en maintenant un nombre élevé de missiles prêts à être tirés.

### Versions navales

#### 3S90 Uragan

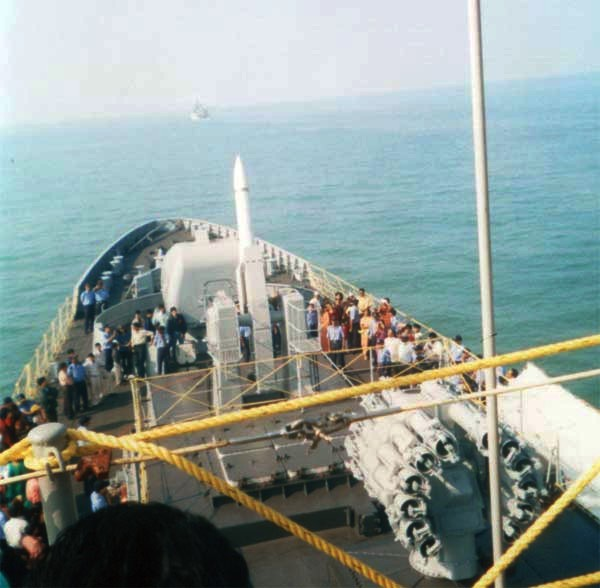
3S90 sur un navire indien

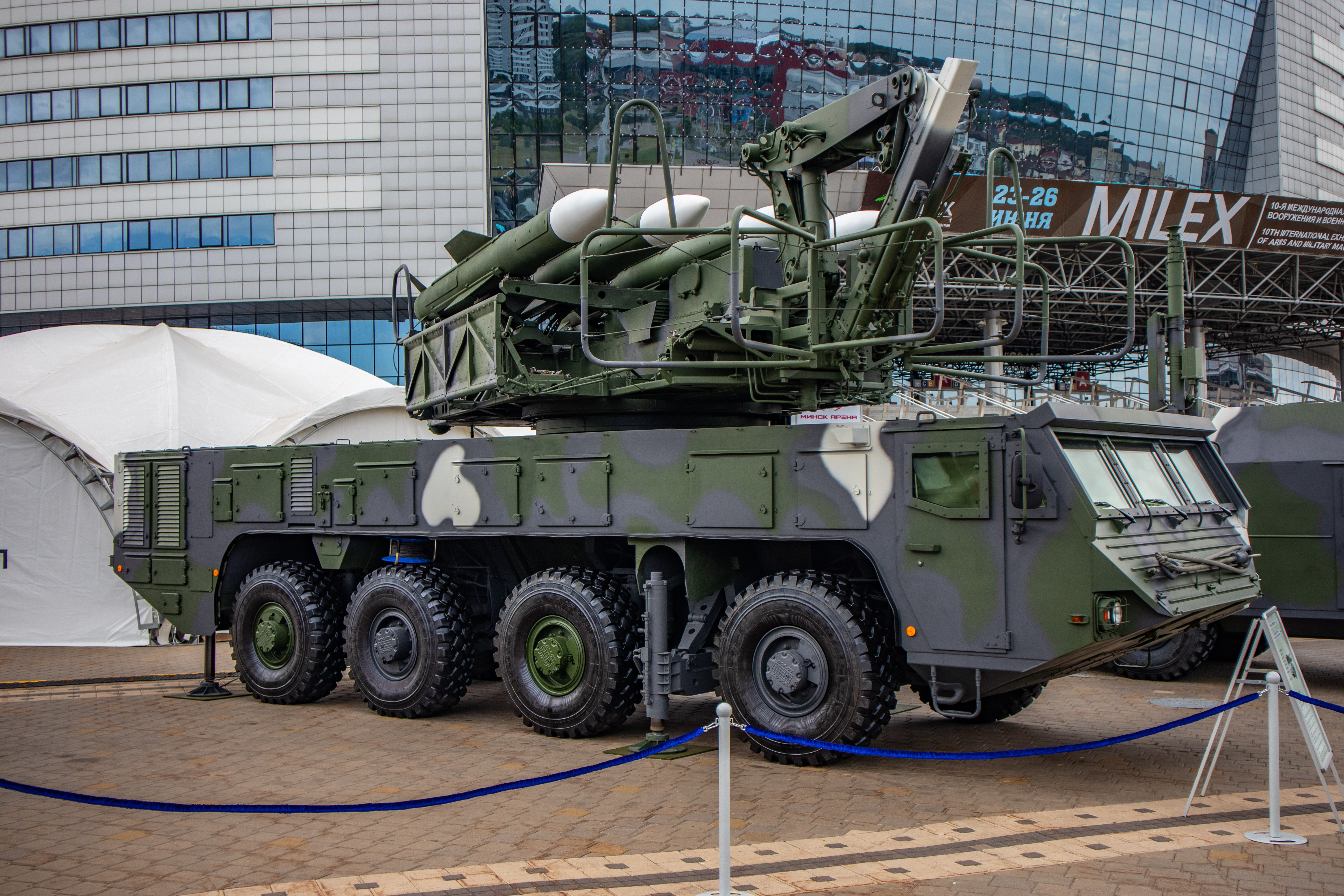
Version Biélorusse sur roues

Le 3S90 "Uragan" (en russe : Ураган, Uragan; ouragan) est la variante navale du 9K37 "Bouk" et porte le nom de rapport OTAN "Gadfly", et la désignation du DoD américain SA-N-7 ;  il porte également la désignation M-22. La version d'exportation de ce système est connue sous le nom de « Shtil » (en russe : Штиль, Shtil). Les missiles 9М38 du 9K37 "Bouk" sont également utilisés sur le 3S90 "Uragan". Le système de lancement est différent car le missile est monté sur une poutre de lancement par le dessus et le lanceur ne peut tirer qu'un missile à la fois avant de recharger. Le rechargement se fait sous le lanceur où 24 missiles sont stockés, dans une forme de barillet. L'Uragan a subi des essais à partir de 1974 à bord du destroyer Projet 61 Provorny, avant d'être installé à bord de la classe Projet 956 Sovremenny, le premier de la classe étant mis en service en 1980. L'Uragan a été officiellement admis au service en 1983. L'Uragan n'a pas de radar spécialement dédié car cela rendrait la fabrication et la maintenance trop complexe. Il utilise donc le radar du navire MR-750 Top Steer en bande D/E comme radar d'acquisition de cibles (analogue naval du 9S18 ou 9S18M1) qui a une portée de détection maximale de 300 km selon la variante. Le radar jouant le rôle du 9S35, le radar de suivi et d'engagement Front Dome 3R90 en bande H/I avec une portée maximale de 30 km. La version « E » = étendue a une portée de 50 à 70 km.

#### 3S90 Ezh
La version modernisée du 3S90 est le 9K37M1-2 (ou 9K317E) «Ezh», qui porte la désignation OTAN « Grizzly » ou SA-N-12 et la désignation d'exportation «Shtil». Il utilise le nouveau missile 9M317.
En 1997, l'Inde a signé un contrat pour les trois frégates du projet 1135.6 avec l'intégration du système «Shtil». Plus tard, lorsqu'il a été décidé de le moderniser avec un nouvel ensemble de matériels et de missiles, le nom a été changé pour "Shtil-1".

#### 3S90M - Shtil-1
En 2004, le premier module de démonstration du nouveau missile 9M317M (9M317ME version d'export) a été présenté par l'usine scientifique et de production de Dolgoprudniy pour le système de défense aérienne naval amélioré 3S90M / "Shtil-1" (conjointement avec Altair), conçu principalement pour être utilisé sur navires de guerre.
Il dispose de 2 styles de lanceur, un lanceur à rail unique et un système de lancement vertical. Pour le lanceur à rail unique il utilise le même système de rechargement que le Uragan. Tandis que pour le système de lancement vertical, chaque lanceur se compose de 12 missiles et un maximum de 12 lanceurs peuvent être utilisés en même temps. Les anciens systèmes Uragan, Ezh et Shtil pourraient être mis à niveau vers Shtil-1 en remplaçant le module lanceur à l'intérieur du navire. Il a une portée de 32 km pour un lanceur sur rail et de 50 km pour un lanceur VLS (Vertical launch system). Le temps de réaction est de 10 à 19 secondes pour un lanceur à rail unique et de 5 à 10 secondes pour un système de lancement vertical, et il existe diverses différences dans les caractéristiques du missile pour les deux styles de lanceur. L'intervalle entre les démarrages est inférieur à 2 secondes. Les premiers systèmes Shtil-1 ont été installés sur des navires exportés vers l'Inde et la Chine, en particulier les frégates de classe Talwar et les destroyers de type 052B. Il est également au service de la marine russe, en particulier des frégates de la classe Amiral Grigorovitch.

### Versions étrangères

#### Biélorussie
- Bouk-MB2K[45]
- Bouk-MB3K[46]

#### Chine
- HQ-16: Le HQ-16 est un système anti aérien Chinois dont le missile a été copié sur le système Bouk.

#### Iran
- Ra'ad
- Sevom Khordad

#### Ukraine
En janvier 2023, des missiles Sea Sparrow sont livrés pour être adaptés sur des lanceurs ukrainiens.

## Pays utilisateurs
Pays utilisateurs
- Algérie : 48 batteries versions Buk-M2E[49]
- Arménie : Nombre inconnu de Bouk-M1 en 2023
- Azerbaïdjan : Nombre inconnu de Bouk-M1 et Bouk-MB en 2023
- Biélorussie : Nombre et version inconnue en 2023
- Chine : 200 variantes améliorées HQ-16 en 2023
- Chypre : 4 Bouk M1-2
- Corée du Nord :
- Égypte : Au moins 40 Bouk-M1 / M1-2 / M2E
- Finlande : 3 batteries
- Géorgie : Nombre inconnu de Bouk-M1 en 2023
- Inde :
- Iran :
- Kazakhstan : Bouk-M2E commandé en 2018, au moins 3 en service en 2023[50]
- Russie :
  - Armée de terre : Au moins 200 Bouk M1-2; 90 Bouk-M2; 60 Bouk-M3
  - Armée de l'air : 80 Bouk M1-2 et Bouk-M2
  - Total : Au minimum 450 systèmes Bouk en 2023
- Syrie 8 SA-17 + 20 SA-11 (4[51] 2010), (20[52] 2013). Nombre inconnu en 2023 de Bouk et Bouk-M2
- Ukraine 12 batteries de SA-11. 72 lanceurs SA-11/Buk en février 2022 au déclenchement de l'invasion de l'Ukraine par la Russie, 10 seraient confirmés perdus au 5 janvier 2023[source secondaire souhaitée].
- Venezuela : 9 Bouk-M2E